# Бирленбах
Бирленбах (нем. Birlenbach) — община в Германии, в земле Рейнланд-Пфальц. 
Входит в состав района Рейн-Лан. Подчиняется управлению Диц.  Население составляет 1530 человек (на 31 декабря 2010 года). Занимает площадь 4,04 км².
Город подразделяется на 2 городских района.